# Djúpivogur
Djúpivogur er en lille by og en kommune (Djúpavogshreppur) beliggende på en halvø i Austurland i det østlige Island, nær øen Papey og fjorden Berufjörður. Kommunen blev dannet ved at sammenlægge de mindre bebyggelser Berunes, Buland og Geithellur den 1. oktober 1992. Kystlinjen består af de tre fjorde Berufjörður, Hamarsfjörður Álftafjörður. Byen Djúpivogur ligger på halvøen mellem Berufjörður og Hamarsfjörður.

## Klima
Ca. 5 km vest for Djúpivogur ligger Teigarhorn, en gård ved kysten til Berufjörður, hvor der er foretaget vejrobservationer siden 1874. Det er en af de ældste vejrstationer i Island og har rekorden for den varmeste temperaturmåling i Island, 30,5 grader celsius, der blev målt den 22. juni 1939. Det hævdes også, at der på vejrstationen er målt 36,0 grader i september 1940, men dette anerkendes ikke af Islands meteorologiske institut. Temperaturer over 30 grader er meget sjældne i Island; der er alene målet temperaturer over 30 grader fem gange siden regelmæssige målinger blev påbegyndt i 1800-tallet. Teigarhorn ved Djúpivogur har tundraklima, da der ikke er nogle måneder med middeltemperaturer over 10 grader celsius, men vintertemperaturerne er milde for tundraklima, og minder mere om subpolart oceanklima, et klima der ses i det meste af det kystnære Island.

## Historie
I begyndelsen af 1800-tallet var Djúpivogur en lille handelsstation under den danske koloniadministration. Den bortløbne slave Hans Jonatan, der i København var blevet dømt til hjemsendelse som slave i Vestindien flygtede til byen og slog sig ned der, hvor han blev en af de første farvede indbyggere på øen.

## Seværdigheder
Knap en km vest for byen står kunstværket "Eggin í Gleðivík" ("Æggene i Gladvig") af Sigurður Guðmundsson. Værket er et replika af æggene i 34 fuglereder i området og blev installeret i sommeren 2009.